# Clube de Ultraleves Aeroleve
O Clube de Ultraleves Aeroleve (ICAO: SILQ) é uma entidade privada de aviação localizado no município brasileiro de Cascavel, estado do Paraná, com o propósito de integrar praticantes de voos amadores e esportivos, além de voos de aeronaves privadas.
Conta com estrutura de apoio, como abastecimento, hangares, pista asfaltada, iluminação, sistema de comunicação.

## Histórico
Iniciou as atividades em 1991, numa pista de grama ao lado do Lago Municipal de Cascavel.Anos depois adquiriu uma área no bairro Parque Verde, onde foi construída a estrutura atual.